# Weiße Schwalbenwurz
Die Weiße Schwalbenwurz (Vincetoxicum hirundinaria), auch nur Schwalbenwurz genannt, ist eine Pflanzenart aus der Gattung Schwalbenwurzen (Vincetoxicum) innerhalb der Familie der Hundsgiftgewächse (Apocynaceae). Sie ist der einzige im deutschsprachigen Raum heimische Vertreter der Seidenpflanzengewächse (Asclepiadoideae), einer artenreichen Unterfamilie, die vor allem in den Tropen verbreitet ist.

## Beschreibung

### Vegetative Merkmale
Die Weiße Schwalbenwurz wächst als ausdauernde krautige Pflanze und erreicht Wuchshöhen von 30 bis über 100 Zentimetern. Die gegenständig angeordneten, einfachen und kurz gestielten Laubblätter sind eiförmig bis -lanzettlich, zugespitzt und an der Basis leicht herzförmig. Sie sind ganzrandig und von oberseits dunkel bläulichgrüner Farbe, unterseits auffällig heller.

### Generative Merkmale
Die Blütezeit reicht von Mai bis August. Die Blüten sind in kleinen, trugdoldigen Blütenständen in den Blattachseln angeordnet.
Die Blüten duften angenehm. Die zwittrige Blüte ist radiärsymmetrisch und fünfzählig mit doppelter Blütenhülle. Die gelblich-weiße Krone mit einer Nebenkrone ist bei einem Durchmesser von 5 bis 7 Millimetern radförmig. Die Staub- und Fruchtblätter sind in einem Gynostegium zu „Klemmfallen“ verwachsen.
Die schmal-kegelförmigen Balgfrüchte enthalten viele Samen. Die Samen besitzen einen langen, seidigen Haarschopf.
Die Chromosomenzahl ist 2n = 22, seltener 44.

## Ökologie

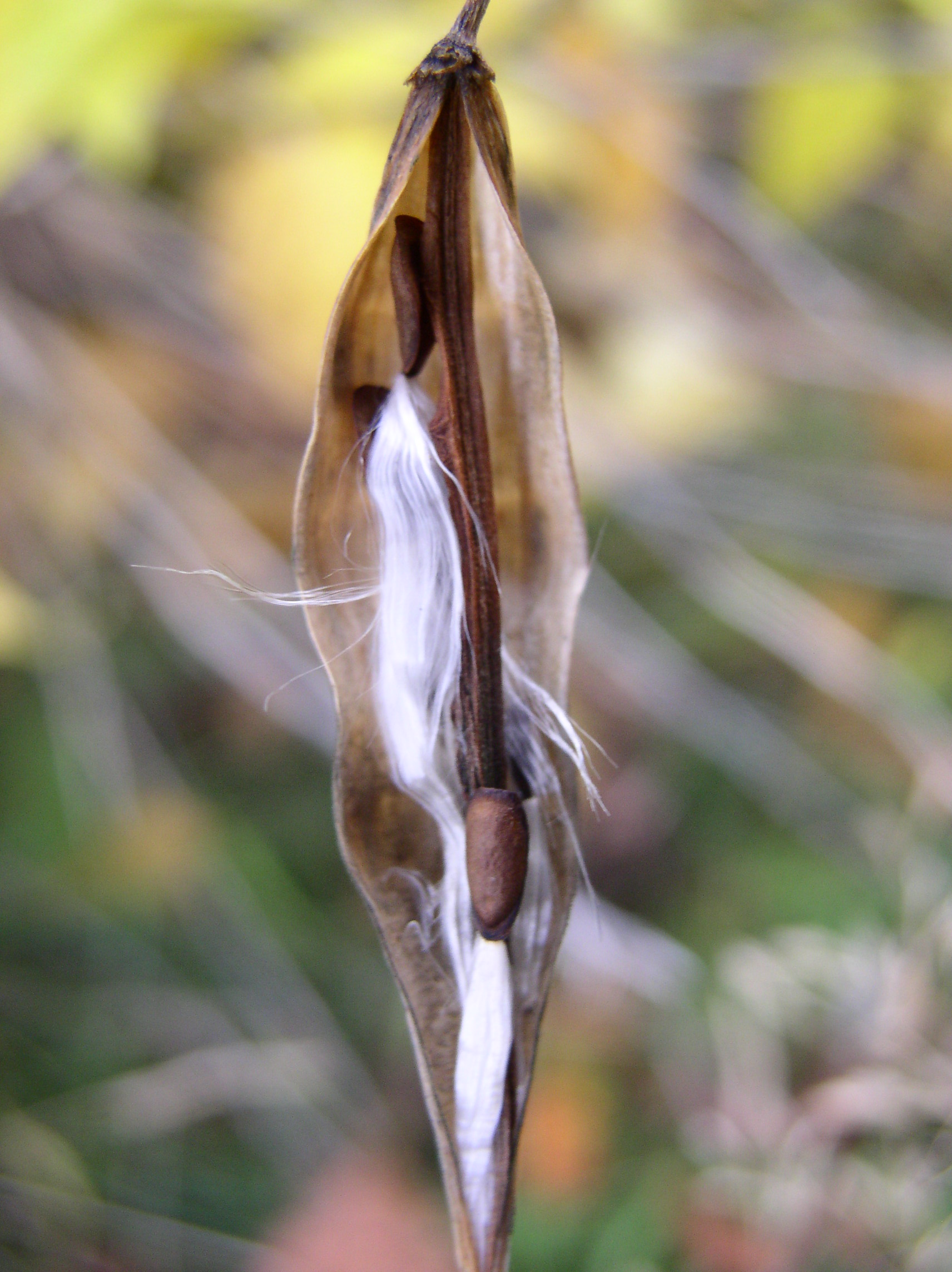
Geöffnete Balgfrucht mit Samen

Die Weiße Schwalbenwurz ist ein Hemikryptophyt (Schaftpflanze) oder eine „Klimmstaude“. Als freistehende Pflanze wächst sie aufrecht. Muss sie aber zwischen konkurrierenden etwa gleich hohen Gewächsen wachsen, dann verlängern sich ihre Internodien und sie wird zur linksherum windenden Schlingpflanze mit heller grünen Blättern. Sie windet dann im selben Schraubensinn wie Zaun- und Ackerwinde. Ihr kriechendes Rhizom ist knotig. Die Pflanze ist mit gegliederten Milchröhren ausgestattet, so wie es in dem ganzen Verwandtschaftskreis üblich ist. Sie ist ein Tief- und Intensivwurzler. Vegetative Vermehrung erfolgt durch Ausläufer.
Die Blüten sind „Klemmfallenblumen“, deren Pollen als Pakete übertragen werden. Die Staubblattanhängsel sind zu einem fünfspaltigen Kranz (Nebenkrone) verwachsen. Die Staubfachinhalte (Pollinien) je zweier benachbarter Staubbeutel sind durch einen Faden (Translator) verbunden, an dessen Mitte der Klemmkörper sitzt. Abwechselnd mit den Staubbeuteln sitzen die fünf Nektarien, die die Staubbeutel umschließen. Treten Besucher „daneben“, verhaken sie sich mit den „Füßen“ im Klemmkörper und müssen, wenn sie die Blüte wieder verlassen wollen, die „Füße“ samt Pollinium herausziehen. Größeren Fliegen (z. B. Schmeißfliegen) gelingt dies, während kleinere Mücken im Klemmkörper der Blüten hängen bleiben und dort sterben. Die Blüten riechen durch Amine fischartig, wodurch hauptsächlich Fliegen angelockt werden. Die Blütezeit reicht von Mai bis August.
Von den beiden Fruchtblättern entwickelt sich oft nur eines zu einer bis zu 7 cm langen Balgfrucht, die sich entlang der Rückennaht öffnet, um zahlreiche Samen einzeln zu entlassen. Die eiförmigen, flachen, bis 7 mm langen und 7 bis 8 mg schweren Samen besitzen einen auffälligen, bis 18 mm langen Haarschopf, mit dessen Hilfe sie sich als Schirmchenflieger ausbreiten; ihre Fallgeschwindigkeit beträgt 60 cm/s. Daneben erfolgt eine Ausbreitung als Wasserhafter. Oft befinden sich mehrere Embryonen in einem Samen; es liegt also Polyembryonie vor. Fruchtreife ist von August bis Oktober; die Früchte sind Wintersteher.

## Vorkommen

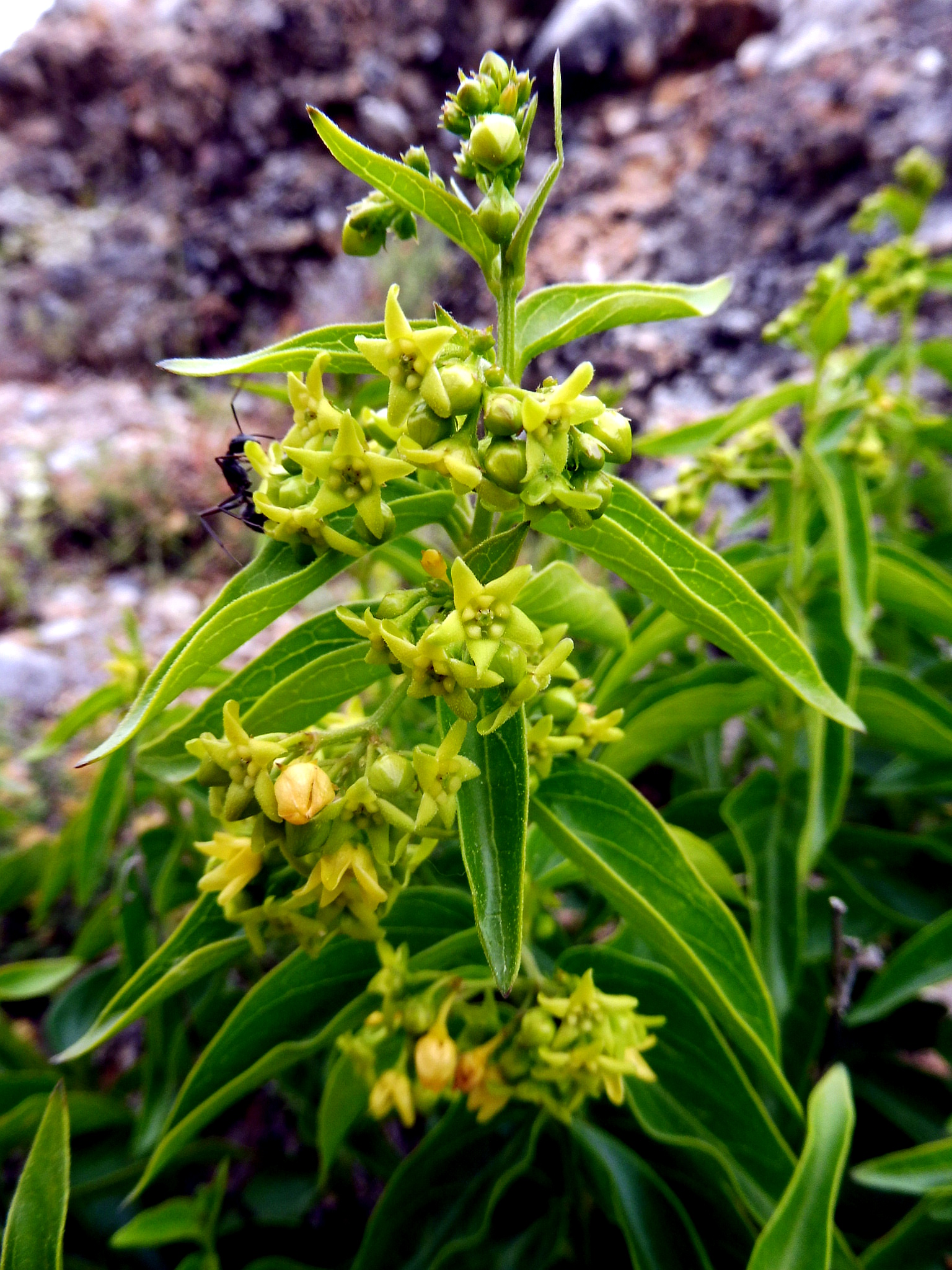
Pflanze in Spanien

Die Weiße Schwalbenwurz ist in weiten Teilen Europas verbreitet (fehlt in Großbritannien, Irland, Island) und kommt in Marokko sowie Algerien vor. In Asien kommt sie in der Türkei, im Kaukasusraum, in Kasachstan, Pakistan, im westlichen Sibirien und im westlichen Himalaja vor. Im östlichen Nordamerika ist sie ein Neophyt. Sie kommt in Deutschland zerstreut, in der Schweiz verbreitet und in Österreich häufig in allen Bundesländern vor.
Diese kalkliebende Pflanze gedeiht meist in trocken-warmen, lichten Wäldern und steinigen Trockenrasen. In Mitteleuropa gedeiht sie auf sommerwarmen, basenreichen, meist kalkhaltigen, oft humusarmen, lockeren, gern steinigen Ton- oder Lehmböden, auch auf Sandböden oder auf Steinschutt. Sie ist eine schwache Charakterart des Verbandes Geranion sanguinei, kommt aber auch in Pflanzengesellschaften der Ordnung Stipetalia calamagrostis, der Quercetalia pubescentis und in den Verbänden Cephalanthero-Fagion, Carpinion oder Erico-Pinion vor. In den Allgäuer Alpen steigt sie bis zu einer Höhenlage von etwa 1600 Metern auf. In der Schweiz kommt sie im Maderanertal bis in einer Höhenlage von 1730 Meter und im Unterengadin von bis zu 1800 Metern vor.
Die ökologischen Zeigerwerte nach Landolt et al. 2010 sind in der Schweiz: Feuchtezahl F = 2+w (frisch aber mäßig wechselnd), Lichtzahl L = 3 (halbschattig), Reaktionszahl R = 4 (neutral bis basisch), Temperaturzahl T = 3+ (unter-montan und ober-kollin), Nährstoffzahl N = 2 (nährstoffarm), Kontinentalitätszahl K = 4 (subkontinental).

## Systematik
Die Erstveröffentlichung erfolgte 1753 unter dem Namen Asclepias vincetoxicum durch Carl von Linné in Species Plantarum, Tomus I, S. 216. Dieser Name wurde durch Vincetoxicum hirundinaria Medik. ersetzt, der 1790 durch Friedrich Kasimir Medikus in Ueber den gynandrischen Status der Staubfäden und Pistille einiger Pflanzen. Historia et Commentationes Academiae Electoralis Scientiarum et Elegantiorum Litterarum Theodoro-Palatinae, 6 (Phys.), S. 404 veröffentlicht wurde. Weitere Synonyme für Vincetoxicum hirundinaria Medik. sind: Alexitoxicon officinale St.-Lag. nom. superfl., Alexitoxicon vincetoxicum (L.) H.P.Fuchs, Antitoxicum officinale Pobed. nom. superfl., Asclepias toxicaria Salisb., Cynanchum vincetoxicum (L.) Pers., Cynanchum vulgare Rchb. nom. superfl., Vincetoxicum alpinum Farrer nom. superfl., Vincetoxicum officinale Moench nom. superfl., Vincetoxicum vincetoxicum (L.) H.Karst. nicht gültig veröffentlicht, Vincetoxicum vulgare Bernh. nom. superfl., Vincetoxicum officinale var. lanceolatum Vayr., Vincetoxicum officinale var. rotundifolium Vayr.
Je nach Autor gibt es von Vincetoxicum hirundinaria bis zu elf Unterarten:
- Vincetoxicum hirundinaria subsp. adriaticum (Beck) Markgr. (Syn.: Vincetoxicum adriaticum Beck): Sie kommt auf der nordwestlichen Balkanhalbinsel vor.[3]
- Vincetoxicum hirundinaria subsp. apodum (Willk.) O.Bolòs: Sie kommt nur in Spanien vor.[3]
- Vincetoxicum hirundinaria subsp. contiguum (W.D.J.Koch) Markgr. (Syn.: Cynanchum contiguum W.D.J.Koch): Sie kommt in Korsika, in Italien und auf der nordwestlichen Balkanhalbinsel vor.[3]
- Vincetoxicum hirundinaria subsp. cretaceum (Pobed.) Markgr. (Syn.: Antitoxicum cretaceum Pobed.): Sie kommt von der südlichen und östlichen Ukraine bis zum Kaukasusraum vor.[3]
- Vincetoxicum hirundinaria Medik. subsp. hirundinaria (Syn.: Vincetoxicum albidum Jord. & Fourr., Vincetoxicum album Asch., Vincetoxicum alpicola Jord. & Fourr., Vincetoxicum beugesiacum Jord. & Fourr., Vincetoxicum croaticum Jord. & Fourr., Vincetoxicum daniloi (Rohlena) A.W.Hill, Vincetoxicum dumeticola Jord. & Fourr., Vincetoxicum fradinii Pomel, Vincetoxicum kenouriense (Wight) Decne., Vincetoxicum laxum (Bartl.) K.Koch, Vincetoxicum micranthum Shuttlew. nom. nud., Vincetoxicum ochroleucum Jord. & Fourr., Vincetoxicum petrophilum Jord. & Fourr., Vincetoxicum pubens Timb.-Lagr., Vincetoxicum puberulum Timb.-Lagr., Vincetoxicum pyrenaicum Timb.-Lagr. & Jeanb., Vincetoxicum racemosum Timb.-Lagr., Vincetoxicum ruscinonensis Timb.-Lagr., Vincetoxicum stenolobum Shuttlew., Vincetoxicum hirundinaria var. balearicum O.Bolòs & Vigo, Vincetoxicum hirundinaria var. daniloi Rohlena, Vincetoxicum hirundinaria var. timbal-lagravei Sutorý, Vincetoxicum hirundinaria subsp. laxum (Bartl.) Poldini): Sie kommt von Europa bis ins westliche Sibirien und der nördlichen Türkei vor, im nordwestlichen Afrika und im Himalaja.[3]
- Vincetoxicum hirundinaria subsp. intermedium (Loret & Barrandon) Markgr.: Sie kommt vom südlichen Frankreich bis zum nordöstlichen Spanien und auf den Balearen vor.[3]
- Vincetoxicum hirundinaria subsp. jailicola (Juz.) Markgr. (Syn.: Vincetoxicum jailicola Juz.): Sie kommt nur auf der Krim vor.[3]
- Vincetoxicum hirundinaria subsp. lusitanicum Markgr.: Sie kommt vom nördlichen Spanien bis zum nordwestlichen Portugal vor.[3]
- Vincetoxicum hirundinaria subsp. luteolum (Jord. & Fourr.) la Valva, Moraldo & Caputo (Syn.: Vincetoxicum luteolum Jord. & Fourr.): Sie kommt in Frankreich und in Italien vor.[3]
- Vincetoxicum hirundinaria subsp. stepposum (Pobed.) Markgr. (Syn.: Antitoxicum stepposum Pobed.): Sie kommt von der Krim bis ins westliche Sibirien und dem nördlichen Kaukasusgebiet vor.[3]

## Pharmakologie
Früher wurde die Pflanze (älteres Synonym Vincetoxicum officinale)  in der Heilkunde verwendet. Als Wirkstoffe sind besonders in den unterirdischen Organen Oxasteroidglykoside mit Saponin ähnlichen Eigenschaften (Vincetoxin) neben geringen Mengen an Isochinolin-Alkaloiden wie Tylophorin enthalten.
Heute wird die Schwalbenwurz in der Schulmedizin nicht mehr genutzt. Die frühere Anwendung der unterirdischen Teile als harn- und schweißtreibendes Mittel ist veraltet. Allein der Name ist von dem ursprünglichen Gebrauch als Antidot gegen Schlangengift erhalten geblieben. In der Homöopathie kommt sie noch zum Einsatz, z. B. Engystol bei Erkältung.

## Giftigkeit
Alle Pflanzenteile, besonders die unterirdischen, enthalten ein Glykosid-Gemisch, das als Vincetoxin bezeichnet wird. Die Wirkung ist ähnlich wie bei Eisenhut, bei hoher Dosis soll Tod durch Atemlähmung eintreten, die Gefährlichkeit ist aber umstritten. Das bevorzugte Aglykon ist Hirundigenin. Schafe und Rinder meiden die Pflanze. Von Pferden wird sie erst nach Frost gefressen.

## Sonstiges
Die Pflanze dient dem Kiefernblasenrost als Zwischenwirt.

## Namensherkunft

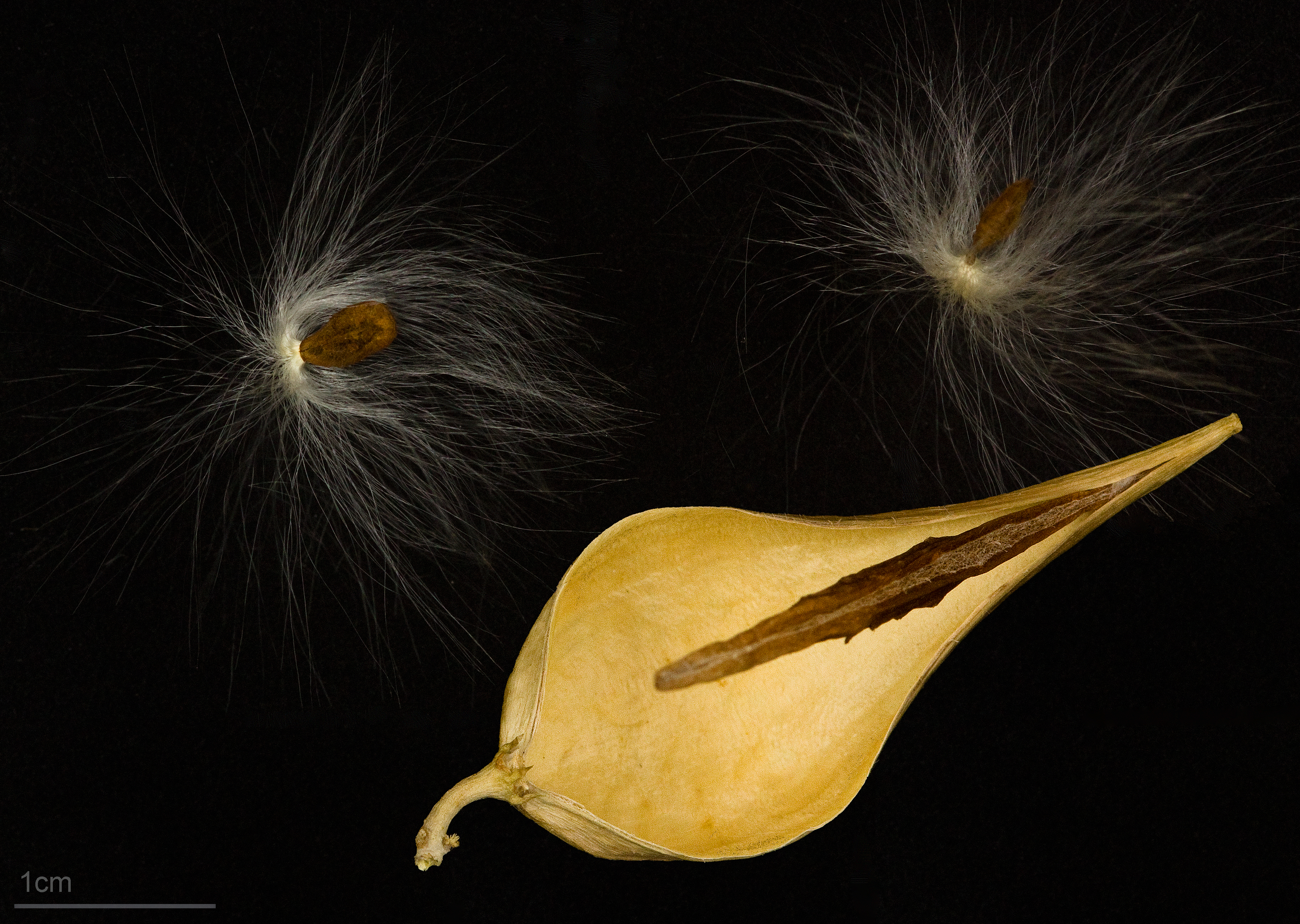
Geöffnete Balgfrucht mit Samen

Der Gattungsname Vincetoxicum leitet sich vom lateinischen vincere „besiegen“ und toxicum „Gift“ ab und bezeichnet eine Pflanze, die als Antidot wirkt. Der Name „Schwalbenwurz“ ist aus dem mittellateinischen Namen der Pflanze hirundinaria bzw. vom lateinischen hirundo „Schwalbe“ abgeleitet und drückt die Ähnlichkeit der mit einem Haarschopf versehenen Samen mit fliegenden Schwalben aus. Weitere Trivialnamen sind auch Sankt-Lorenz-Wurzel, Sankt-Lorenzkraut sowie Weiße Schwalbenwurz. Wegen der Ähnlichkeit der Wurzel mit einem Drachenkopf wurde die Pflanze im 15. Jahrhundert Drachenwurz genannt.

## Geschichte

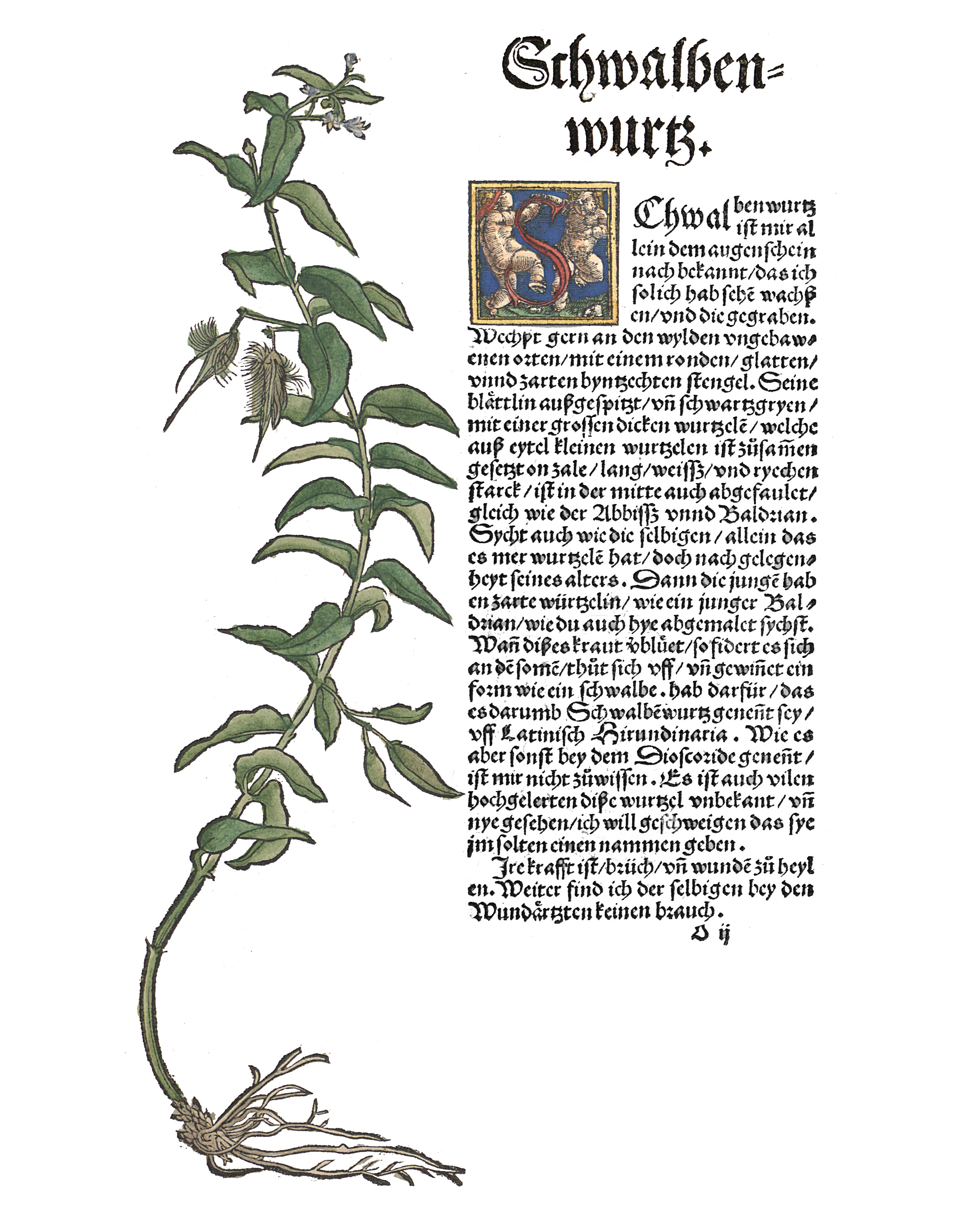
Schwalbenwurtz – Vincetoxicum hirundinaria. Otto Brunfels 1532. Abbildung von Hans Weiditz. Weitere historische Abbildungen:

Im 15. Jahrhundert wurde die „Schwalbenwurz“ im Kräuterbuch des Nikolaus Frauenlob unter dem Namen „Trakkenwurcz“ (Drachenwurz) erwähnt. Äußerlich aufgelegt sollte sie Knochensplitter aus Wunden ziehen und den Biss giftiger Tiere heilen. Innerlich in Wein eingenommen wurde sie als Abwehrmittel gegen Gift und zur Austreibung von Steinen aus der Harnblase empfohlen. In seinem Kleinen Destillierbuch 1500 schrieb Hieronymus Brunschwig, die Pflanze „ſchwall wurtz, von den latinſchen vice toxici genannt“ sei kleiner als Spargel.
In seinem 1532 erschienenen Kräuterbuch wusste Otto Brunfels „nichts Hochgelehrtes“ über die „Schwalbenwurz“ zu berichten, die ihm „allein dem augenschein nach bekannt“ war. Im Kräuterbuch des Dioskurides konnte er sie nicht finden und es war ihm lediglich bekannt, dass die Wundärzte die Wurz zur Heilung von Brüchen und Wunden verwendeten. Er gab detailliert Auskunft über die Wachstumsbedingungen und über das Aussehen der Pflanze. Der durch Hans Weiditz angefertigte und dem Brunfels-Text beigefügte Holzschnitt erlaubte eine eindeutige Bestimmung der Art.
In seinem 1539 erschienenen Kräuterbuch deutete Hieronymus Bock die „Schwalbenwurz“ als die „asclepias“ aus den Werken des Dioskurides und des Plinius. Diese Interpretation wurde 1542 durch Leonhart Fuchs in sein lateinisches Kräuterbuch übernommen. Hieronymus Bock charakterisierte die Wirkung der Wurzel als warm und trocken. Innerlich angewendet sei sie gut gegen Bauchgrimmen, verhindere die Ausbreitung des Giftes nach dem Biss eines giftigen Tieres und treibe die Wassersucht dadurch aus, dass sie Schwitzen an den Füssen verursache. Äußerlich als Sitzdampfbad angewendet beseitige sie Unterleibsschmerzen und „erfordere und erweiche“ die ausbleibende Monatsblutung. Ein aus Kraut und Wurzel bereitetes Streupulver diente zur Wundbehandlung.
Im 17. und 18. Jahrhundert war die Schwalbenwurz Bestandteil vieler Theriak-Zubereitungen.